# Хаусанска генета
Хаусанската генета (Genetta thierryi) е вид бозайник от семейство Виверови (Viverridae).

## Разпространение
Видът е разпространен в Бенин, Буркина Фасо, Гамбия, Гана, Гвинея-Бисау, Камерун, Кот д'Ивоар, Мали, Нигер, Нигерия, Сенегал, Сиера Леоне и Того.